# Janeesa Jeffery
Janeesa Desiree „Chucky” Jeffery (ur. 8 maja 1991 w Colorado Springs) – amerykańska koszykarka, występująca na pozycjach rozgrywającej lub rzucającej, obecnie zawodniczka Polskich Przetworów Basketu–25 Bydgoszcz.
W 2013 zaliczyła obóz przedsezonowy z Minnesotą Lynx, a w 2015 z Atlantą Dream.
27 lipca 2020 podpisała umowę z KS Basket 25 Bydgoszcz.

## Osiągnięcia
Stan na 5 stycznia 2022, na podstawie, o ile nie zaznaczono inaczej.
NCAA
- Uczestniczka turnieju NCAA (2013)
- MVP Omni Hotels Classic (2011)
- Zawodniczka roku - Colorado Springs Gazette Big Schools Player of the Year NIT Elite Eight (2011, 2012)
- Zaliczona do:
  - I składu:
    - Pac-12 (2012, 2013)
    - defensywnego Pac-12 (2012)
    - turnieju:
      - Pac-12 (2013)
      - Omni Classic (2009, 2011, 2012)

  - składu honorable mention:
    - All-American (2013 przez Associated Press, Women's Basketball Coaches Association - WBCA)
    - defensywnego Pac-12 (2013)

Drużynowe
- Mistrzyni:
  - Słowacji (2019)
  - Rumunii (2016, 2017)
- Wicemistrzyni Rumunii (2015)
- Zdobywczyni pucharu:
  - Rumunii (2015, 2016)
  - Słowacji (2019)
- Finalistka Superpucharu Polski (2020)[3]

Indywidualne
(* – nagrody przyznane przez portal eurobasket.com)
- MVP:
  - sezonu ligi*:
    - rumuńskiej (2016)
    - słowackiej (2019)

  - finałów ligi słowackiej (2019)*
  - kolejki ligi:
    - rumuńskiej (4x – 2016/2017)*
    - słowackiej (4x – 2018/2019)*
    - polskiej EBLK (4, 6 – 2020/2021)[4][5]
- Najlepsza zawodniczka*:
  - zagraniczna ligi:
    - rumuńskiej (2016)
    - słowackiej (2019)

  - występująca na pozycji obronnej ligi:
    - rumuńskiej (2017)
    - słowackiej (2019)
- Zaliczona do*:
  - I składu:
    - ligi:
      - rumuńskiej (2016, 2017)
      - słowackiej (2019)

    - najlepszych zagranicznych zawodniczek ligi:
      - rumuńskiej (2015–2017)
      - słowackiej (2019)

    - defensywnego ligi rumuńskiej (2015)

  - składu honorable mention ligi:
    - rumuńskiej (2015)
    - węgierskiej (2018)
- Uczestniczka meczu gwiazd ligi rumuńskiej (2015–2017)
- Liderka w przechwytach ligi słowackiej (2019)[6]